# Final Fantasy
Final Fantasy (ファイナルファンタジー Fainaru Fantajī?) är en japansk datorrollspelsserie. Det första spelet i serien släpptes till Famicom och sedan dess har de allra flesta spelen släppts huvudsakligen till olika spelkonsoler.
Final Fantasy-spelen är utvecklade av Square, numera känt som Square Enix. Det senaste tillskottet i serien är Final Fantasy XVI. Final Fantasy XI och Final Fantasy XIV skiljer sig från de andra spelen i serien genom att de är MMORPG.

## Historia
Första Final Fantasy-titeln släpptes i Japan till Famicom (NES) år 1987. Square hade ekonomiska problem och behövde en stark titel. Spelets skapare, Hironobu Sakaguchi, satte igång med ett spel som han trodde skulle bli sitt sista, vilket utspelade sig i en fantasy-värld, därav namnet Final Fantasy.
Till sin hjälp tog man den då 27-årige musikern Nobuo Uematsu, som fick i uppgift att komponera spelets spelmusik, något han fortsatte fram tills hans uppsägning ifrån Square Enix i november 2007.
Yoshitaka Amano som tidigare varit aktiv i animeringsindustrin anlitades för att designa spelets karaktärer. Han gjorde så fram till det sjunde spelet i serien då han avlöstes av Tetzuya Nomura. Numera står Amano endast för att designa omslagen till seriens huvuddelar.
Överlag har Final Fantasy-serien hyllats av kritiker och blivit kommersiellt framgångsrik, även om olika spel fått olika mottagande och nått olika framgång. Serien har ständigt ökat sin totala försäljning; den sålde 45 miljoner spel i augusti 2003, 63 miljoner i december 2005 och 85 miljoner i juli 2008. I juli 2010 annonserade Square Enix att serien sålt över 97 miljoner spel. Final Fantasy-serien och specifika spel inom den har krediterats för att ha introducerat och gjort många spelkoncept populära som idag vitt används i konsolers RPG-spel.
Först flera år senare, när man släppte Final Fantasy 7 till Sonys spelkonsol Playstation, lyckades Final Fantasy-spelen officiellt ta sig till Europa. Med kraftfullare datorteknik kunde man nu också ta spelserien ett steg längre genom att använda sig av 3D och CGI.

## Koncept
Handlingen i Final Fantasy-serien är oftast relativt linjär och detaljerad. Den utspelas i någon form av fantasivärld där magiska kristaller, främmande teknologi och mystiska monster är vanligt förekommande. I centrum står ett antal roller som involveras i handlingens huvudkonflikt, som man får uppgiften att lösa. Man skapar grupper av dessa karaktärer, oftast tre eller fyra samtidigt i en grupp, som genom utforskning och samtal med andra spelkaraktärer för handlingen framåt.
Spelvärlden är oftast uppdelad i två delar. Den ena delen är den översiktliga världskartan, där du förflyttar dig längre distanser mellan de olika platser där handlingen utspelar sig. Det enda som händer här är strider, ingen egentlig handling. Den andra delen är de mindre platserna med mer detaljerad grafik där man interagerar med andra figurer och spelar ut handlingen.
I strider sker valen genom en meny med olika kommandon, så som att attackera, kasta magi eller använda föremål. I de flesta spel sker striderna baserat på olika turer, dock med undantag av Final Fantasy XII där striderna sker i realtid. När man besegrat fienden får man erfarenhetspoäng som gör rollerna starkare.

### Återkommande inslag
Med undantag för ett fåtal titlar de senare åren har alla delar av Final Fantasy varit helt fristående. Däremot finns det en hel del detaljer som återkommer i spel efter spel:
- Moogle - Ibland hjälpsamma, ibland bara gulliga sällan med någon sorts förklaring. De bär en boll (Pompom) på huvudet och utger ett läte som skrivs "Kupo".
- Chocobo - En stor, i regel gul fågel som ser ut som en blandning mellan en kyckling och en struts. Används som riddjur och dess ledmotiv finns i otaliga versioner och remixer.
- Summon-magier - Magier där man frammanar mäktiga andar. Summon-magier är ofta centrala i handlingen. Flera andar återkommer i de flesta spel, till exempel Ifrit, Shiva och Bahamut. Andarna kallas för olika saker i olika spel, till exempel Guardian Forces, Eidolons och Aeons.
- Luftskepp - Luftskepp i olika former används flitigt i Final Fantasy. De kan se ut som allt från luftballonger till rymdskepp
- Fiender - Många fiender dyker upp i flera spel, till exempel några av de mer suspekta som Cactuar och Tonberry.
- De flesta magier och många prylar har samma namn och funktioner, exempel på dessa är Firaga (Fire 3), Blizzard (Ice 1), Potions och Phoenix Down.
- Valutan kallas för Gil, förutom i de amerikanska Super-Nintendo spelen där valutan felaktigt översattes till Gold.
- En karaktär vid namn Cid. Ibland bara som biroll, ibland som spelbar karaktär, han ger alltid spelaren ett fordon av något slag.
- Wedge och Biggs - Två ofta förekommande biroller med namn från två biroller i Star Wars.
- Limit Break - Limit Break är en term som avser kraftfulla stridsrörelser i de senare Final Fantasy-spelen. Händelsen utlöses oftast när en karaktär har tagit en stor mängd skada i en strid och leder till möjligheten att slå tillbaka med stor kraft. I vissa av spelen så har "kraften" fått andra namn men har i princip samma effekt. Ett exempel är Final Fantasy IX där det kallas "Trance".

## Spel

### Ordinarie spel
- Final Fantasy I (1987) (NES, WSC, PS1, GBA, MSX, PS4, Switch)
- Final Fantasy II (1988) (NES, WSC, PS1, GBA, PS4, Switch)
- Final Fantasy III (1990) (NES, NDS, PS4, Switch)
- Final Fantasy IV (1991) (SNES, WSC, PS1, GBA, NDS, PS4, Switch) (Släpptes även som Final Fantasy II i USA)
- Final Fantasy V (1992) (SNES, PS1, GBA, PS4, Switch)
- Final Fantasy VI (1994) (SNES, PS1, GBA, PS4, Switch) (Släpptes även som Final Fantasy III i USA)
- Final Fantasy VII (1997) (PS1, PS3, PS4, Windows, Switch)
- Final Fantasy VIII (1999) (PS1, PS3, PS4, Switch, Windows)
- Final Fantasy IX (2000) (PS1, PS3,  PS4, Switch)
- Final Fantasy X (2001) (PS2, PS3, PS4, Switch)
- Final Fantasy XI (2002) (Windows, PS2, Xbox 360)
- Final Fantasy XII (2006) (PS2, PS4, Switch)
- Final Fantasy XIII (2009) (PS3, Xbox 360, Windows)
- Final Fantasy XIV (2013) (PS3, Windows, PS4, macOS, PS5, Xbox Series X/S)
- Final Fantasy XV (2016) (PS4, Xbox One)
- Final Fantasy XVI (2023) (PS5)

### Samlingar
- Final Fantasy Anthology (2002) (Del IV & V) (PS1)
- Final Fantasy Chronicles (2001) (Del IV & Chrono Trigger) (PS1)
- Final Fantasy I & II: Dawn of Souls (2004) (GBA)
- Final Fantasy Origins (2002) (Del I & II) (PS1)

### Fortsättningar på ordinarie spel
- Final Fantasy IV: The After Years (2008) (PSP, Wii)

- Crisis Core: Final Fantasy VII (2007) (PSP, PS4, PS5, Switch, Xbox One, Series X/S, Windows)
- Final Fantasy VII: Dirge of Cerberus (2006) (PS2)
- Final Fantasy X-2 (2003) (PS2, PS3, PS4, Switch)
- Final Fantasy XII: Revenant Wings (2007) (NDS)
- Final Fantasy Versus XIII (släpptes aldrig) (PS3)
- Final Fantasy XIII-2 (2011) (PS3, X360)
- Lightning Returns: Final Fantasy XIII (2013) (PS3, X360)

### Expansionspaket
- Final Fantasy XI: Chains of Promathia (PS2)
- Final Fantasy XI: Rise of the Zilart (PS2)
- Final Fantasy XI: Treasures of Aht Urhgan (Windows, PS2, Xbox 360)

### Spinoff-serier och fristående spel
- Mystic Quest (1991) (Game Boy) (Seiken Densetsu i Japan och Final Fantasy Adventure i Nordamerika. Blev en egen spelserie vid namn Mana)
- Final Fantasy Mystic Quest (1992) (SNES) (Mystic Quest Legend i Europa och Final Fantasy USA: Mystic Quest i Japan)

#### Final Fantasy Legend
- Final Fantasy Legend (1989) (Game Boy, Switch) (Makai Toushi Sa・Ga i Japan. Blev en egen spelserie vid namn SaGa)
- Final Fantasy Legend II (1990) (Game Boy, Switch)
- Final Fantasy Legend III (1991) (Game Boy, Switch)

#### Chocobo
- Chocobo's Mysterious Dungeon (1997) (PS1, Wonderswan)
- Chocobo's Dungeon 2 (1998) (PS1)
- Chocobo Racing (1999) (PS1)
- Final Fantasy Fables: Chocobo Tales (2006) (NDS)
- Final Fantasy Fables: Chocobo's Dungeon (2007) (Wii, NDS)
- Chocobo's Mystery Dungeon Every Buddy! (2019) (Switch, PS4)

#### Final Fantasy Tactics
- Final Fantasy Tactics (1997) (PS1)
- Final Fantasy Tactics Advance (2003) (GBA)
- Final Fantasy Tactics: The War of the Lions (2007) (PSP)

#### Final Fantasy Crystal Chronicles
- Final Fantasy Crystal Chronicles (2003) (NGC, Switch)
- Final Fantasy Crystal Chronicles Crystal Bearers (2009) (Wii)
- Final Fantasy Crystal Chronicles Echoes of Time (2009) (NDS, Wii)

#### Dissidia Final Fantasy
- Dissidia Final Fantasy (2008) (PSP)
- Dissidia 012 Final Fantasy (2011) (PSP)
- Dissidia Final Fantasy NT (2018) (PS4)

Theatrhythm Final Fantasy
- Theatrhythm Final Fantasy (2012) (3DS)
- Theatrhythm Final Fantasy: Curtain Call (2014) (3DS)
- Theatrhythm Final Bar Line (2023) (Switch, PS4)

#### Övriga spel
- Final Fantasy VII Remake (2020) (PS4, PS5)
- Final Fantasy VII Rebirth (2024) (PS5)
- Stranger of Paradise: Final Fantasy Origin (2022) (PS4, PS5, Xbox One, Series X/S)

## Filmer och serier
- Final Fantasy: Legend of the Crystals (OVA-serie i fyra delar, 1994)
- Final Fantasy: The Spirits Within (Datoranimerad långfilm, 2001)

Kortfattat om Spirits Within: Filmen handlar om hur jorden har blivit invaderad av fantomer; spökvarelser som landat på jorden genom ett meteoritnedslag.
- Final Fantasy: Unlimited (TV-serie i 25 avsnitt, 2001-2002)
- Final Fantasy VII: Advent Children (Datoranimerad långfilm, 2005)

Kortfattat om Advent Children: Filmen är baserad på den sjunde delen i serien och utspelar sig två år efter händelserna i spelet.
- Final Fantasy VII: Last Order (novellfilm, 2005)